# Vita Stopina
Viktorija Ivanivna (Vita) Stopina (Oekraïens: Вікторія Іванівна Стьопіна) (Zaporizja, 21 februari 1976) is een Oekraïense hoogspringster. Ze werd meervoudig Oekraïens kampioene in deze discipline. Zij nam viermaal deel aan de Olympische Spelen en behaalde daarbij eenmaal een bronzen medaille.

## Loopbaan

### Europees jeugdkampioene
Haar eerste succes behaalde Stopina in 1995 door met een sprong van 1,91 m op de Europese kampioenschappen voor junioren in het Hongaarse Nyíregyháza de Zweedse Kajsa Bergqvist en de Russin Yuliya Lyakhova te verslaan en de titel te winnen. 

### Olympische resultaten
Een jaar later slaagde Stopina er echter niet in om zich op de Olympische Spelen van 1996 in Atlanta bij het hoogspringen te plaatsen voor de finale. In de kwalificatieronde bleef zij op 1,85 steken.
In 2004 was 
Stopina er op de Olympische Spelen van 2004 in Athene opnieuw bij en ditmaal kwam ze verder. Met een persoonlijke recordprestatie van 2,02 veroverde zij de bronzen medaille. De wedstrijd werd gewonnen door de Russin Jelena Slesarenko en het zilver ging naar de Zuid-Afrikaanse Hestrie Cloete. In datzelfde jaar won ze een zilveren medaille bij de wereldatletiekfinale achter de Russin Jelena Slesarenko en haar landgenote Iryna Mychaltsjenko. Op de wereldkampioenschappen van 2005 in Helsinki behaalde Vita Stopina een vijfde plaats.
In 2008 moest ze op de Olympische Spelen van Peking genoegen nemen met een twaalfde plaats. Vier jaar later, op de Olympische Spelen van Londen, slaagde ze er met 1,80, net als in 1996, niet in om zich te plaatsen voor de finale.

## Titels
- Oekraïens kampioene hoogspringen - 1995, 1996, 1999, 2004
- Oekraïens indoorkampioene hoogspringen - 2005
- Europees jeugdkampioene hoogspringen - 1995

## Persoonlijke records
| Onderdeel              | Prestatie | Datum            | Plaats   |
| ---------------------- | --------- | ---------------- | -------- |
| hoogspringen (outdoor) | 2,02 m    | 28 augustus 2004 | Athene   |
| hoogspringen (indoor)  | 1,99 m    | 4 februari 2006  | Arnstadt |

## Palmares

### hoogspringen
Kampioenschappen
- 1995:  EJK - 1,91 m
- 1999:  - Wereld Militaire Spelen - 1,92 m
- 1999: 7e WK - 1,96 m
- 2003: 9e WK - 1,90 m
- 2003:  Europacup B - 1,95 m
- 2004:  EK indoorbeker - 1,93 m
- 2004: 8e WK indoor - 1,91 m
- 2004:  OS - 2,02 m
- 2004:  Wereldatletiekfinale - 1,98 m
- 2005: 7e WK - 1,93 m
- 2005: 5e Wereldatletiekfinale - 1,93 m
- 2006: 7e WK indoor - 1,96 m
- 2008: 12e OS - 1,93 m
- 2010: 6e EK - 1,95 m
- 2011: 9e in kwal. WK - 1,92 m
- 2012: 17e in kwal. OS - 1,80 m

Golden League-podiumplaatsen
- 2003:  Memorial Van Damme – 1,98 m
- 2004:  Meeting Gaz de France – 1,99 m

Diamond League-podiumplaatsen
- 2011:  Shanghai Golden Grand Prix – 1,90 m
- 2011:  Athletissima – 1,90 m